# Sayonara, Zetsubou-Sensei
Sayonara, Zetsubou-sensei (さよなら 絶望先生) é uma série de mangá criada por Koji Kumeta e publicada na Weekly Shonen Magazine desde 2005. Recebeu, em julho de 2007, uma adaptação para anime com 12 episódios. Seguindo logo após o término de mais duas temporadas e três OVAs. Conta a história de um professor pessimista, que vê em qualquer problema do dia-a-dia uma desculpa para cometer suicídio. Ainda mais numa sala de aula em que cada aluno tem uma personalidade única.

## Enredo
Durante uma caminhada por um bosque com cerejeiras, Fuura Kafuka se depara com um rapaz se enforcando. Na tentativa de salvá-lo, puxa-o, arrebentando a corda. O jovem se surpreende, pois para a garota, é inaceitável que alguém tente suicídio durante a primavera.
Fura Kafuka é uma garota extremamente otimista, ao contrário dele, Nozomu Itoshiki, que vê no suicídio a saída para qualquer problema do dia-a-dia.
Para a surpresa de ambos, Nozomu Itoshiki é o novo professor da sala da jovem. E durante sua apresentação, ao ter seu nome escrito na horizontal, têm-se não Nozomu Itoshiki (糸色 望, Itoshiki Nozomu), mas zetsubou (絶望, "desespero"), o que o deixa mais deseperado. Somado ao fato de que cada aluno de sua sala de aula tem uma personalidade incomum, que faz com que cada dia de sua vida seja desesperador.

## Personagens
Nozomu Itoshiki (糸色 望, Itoshiki Nozomu)
O protagonista é um jovem professor pessimista que está sempre vestido com roupas japonesas tradicionais de estampas peculiares. Quando seu nome é escrito na horizontal, tem-se zetsubou (絶望, "desespero"), o que talvez explique o fato de ser excessivamente negativo, paranóico e pessimista. É o segundo mais novo da família Itoshiki.
Kafuka Fuura (風浦 可符香, Fuura Kafuka)
Uma colegial estranha e muito otimista que "salva" o protagonista de uma tentativa de suicídio. Tem atitudes infantis, pois não crê que coisas tão diferentes - hikikomori ou stalking - possam existir tão próximas a ela. Fuura Kafuka é um nome pensado exatamente no aclamado escritor Franz Kafka. Assim como a vida deste foi dramática e cheia de infortúnios, Fuura também possui um passado bastante tocante, explicando talvez os seus distúrbios de personalidade e possivelmente esquizofrenia, que lhe onfere, como diz Nozomu no primeiro episódio, uma semelhança com Anne Shirley, personagem de um livro canadense aclamado pela crítica (Anne of Green Gables, de Lucy Maud Montgomery). Kafuka tinha um pai maníaco-depressivo, que vária vezes tentou se enforcar e morrer. Sua mãe foi possuída certa vez por um demônio. Seu tio era um criminoso famoso e foi preso. Em certo episódio fica implícito que ela já tentou cortar os pulsos. Contudo, a garota é o exato contraponto do desespero: toda vez que pode, contraria o professor desesperado com alguma interpretação excêntrica da realidade ou um ponto de vista bastante diferenciado. Certa vez é revelado que no fundo de seus olhos existe uma fúria e terror imensuráveis.
Chiri Kitsu (木津 千里, Kitsu Chiri)
Uma estudante que faz questão de manter tudo organizado e simétrico. O que é notado até mesmo no seu cabelo, que é dividido perfeitamente. Tenta organizar as coisas de sua maneira, com um pouco de violência. Também demonstra um grande conhecimento a respeito de eventos históricos internacionais violentos. Ela pressiona Nozomu Itoshiki para que se case com ela, após terem acidentalmente dormido na mesma maca da enfermaria.
Abiru Kobushi (小節 あびる, Kobushi Abiru)
Garota que está sempre com um tapa-olho e curativos por todo o corpo. De início, pensavam que ela sofria violência doméstica. Porém, descobrem que a causa de seus ferimentos é seu estranho fetiche: puxar caudas de animais. O que acaba irritando-os e causando acidentes.
Kiri Komori (小森 霧, Komori Kiri)
Uma bela garota hikikomori que está sempre escondida em locais fechados. Vivia trancada no próprio quarto, porém Fuura Kafuka e Nozumo Itoshiki conseguem fazer com que ela saia de seu quarto, de uma forma não muito convencional.
Matoi Tsunetsuki (常月 まとい, Tsunetsuki Matoi)
Uma jovem que persegue seus namorados, tirando-lhes toda a privacidade - stalker. Visto como problema, ao tentar ajudá-la, Nozomu faz com que ela se apaixone por ele, formando uma grande corrente de stalkers.
Nami Hito (日塔 奈美, Hito Nami)
Uma garota diferente, por ser considerada completamente "normal". Porém ela se sente muito ofendida quando chamada assim, exatamente porque odeia ser normal. Foi chamada de normal pela primeira vez por Fuura Kafuka e a partir daí todos os estudantes passaram a chamá-la assim.
Harumi Fujiyoshi (藤吉 晴美, Fujiyoshi Harumi)
Uma fangirl de yaoi que escreve doujinshi. Criativa e meio dispersa, às vezes passa a aula lendo yaoi. Itoshiki Nozomu se identifica com ela quando descobre que ela escreve doujinshi. Porém se engana, pois ele escrevia poemas, enquanto ela fazia exatamente o que as garotas da atualidade - no Japão - gostam de ler: doujinshis com temática homossexual.
Tarou Maria Sekiutsu (関内・マリア・太郎, Sekiutsu Maria Taro)
Tarou Sekiutsu era um estudante que acabou vendendo seus domumento para uma imigrante em situação ilegal. Tarou Maria Sekiutsu seria essa imigrante, que aparenta ser mais nova que os demais alunos. Também é extremamente pobre e não costuma usar sapatos e calcinhas, o que causa nos outros alunos uma grande vontade de protegê-la. Além dela estar totalmente por fora das tecnologias.
Meru Otonashi (音無 芽留, Otonashi Meru)
Extremamente tímida. Porém, em uma das aulas, quando Nozomu Itoshiki decide dar a ela um tratamento especial após descobrir que ela apenas conseguia se comunicar através de e-mail/SMS por celular, descobre que ela é muito abusiva e indelicada pelas mensagens que manda.
Kaere Kimura (木村 カエレ, Kimura Kaere)
Repatriada, sofre de desordem dissociativa de identidade. Kaere seria a personalidade estrangeira, que critica os hábitos japoneses e é totalmente atipática. Enquanto a outra personalidade, Kaede, é amável e aprecia a cultura japonesa.
Ai Kaga (加賀 愛, Kaga Ai)
Uma garota muito tímida que por ter complexo de culpa, pede desculpas por qualquer coisa. Só apareceu no final da primeira temporada, porque não queria atrapalhar a história.
Manami Ōkusa (大草 麻菜実, Okusa Manami)
Uma colegial casada que tem vários trabalhos para pagar as dívidas do marido. É revelado que seu marido a trai, mas ela já é ciente.
Mayo Mitama (三珠 真夜, Mitama Mayo)
Menina com cara de má que age de forma maligna constantemente. Mas por ser tão óbvio, ninguém - principalmente Nozomu - acredita que ela seja realmente má. Ela tem uma queda pelo professor, mas só consegue se expressar agredindo-o.
Kanako Ora (大浦 可奈子, Ora Kanako)
Uma colegial de mente aberta que não aceita qualquer opinião diferente da sua. É caracterizada pelo laço que prende seu cabelo e ziper lateral da saia aberto.
Shoko Maruuchi (丸内 翔子, Maruuchi Shoko)
Garota que vende na rua para conseguir dinheiro com Miko Nezu. Juntas, empregam métodos de negociação um tanto questionáveis.
Miko Nezu (根津 美子, Nezu Miko)
Comerciante e amiga de Shoko.
Kotonon (ことのん)
Um ídolo da internet, conhecida por suas fotos com excesso de photoshop. Pessoalmente não aparenta muita atratividade. Veste-se de gothic lolita.
Marui (丸井)
Membro do Clube da Cerimônia do Chá que gosta de Kino, mas se desepera graças ao seu senso se moda.
Kagero Usui (臼井 影郎, Usui Kagero)
Representante de classe que está sempre sendo ignorado. Só é lembrado quando sua careca precoce está aparente.
Jun Kudo (久藤 准, Kudo Jun)
Jun é descrito como "O gênio contador de histórias. Não há história que ele não possa contar. Cara de boa aparência". Costuma contar histórias com metáforas que são aplicadas nos problemas vividos pelos colegas - e professor - problemáticos.
Kuniya Kino (木野 国也, Kino Kuniya)
Mebro do comitê da biblioteca, é considerado o principal rival de Jun. Mas suas roupas estranhas e seu interesse por Ai Kaga são mais notáveis. Tem um horrível senso de moda.
Aoyama (青山)
Amigo de Kino e Haga que é quase tão deseperado quando Nozomu. É caracterizado pelos óculos vermelhos.
Haga (芳賀)
O amigo pervertido de Kino e Aoyama.
(Nome desconhecido)
Um aluno com um cabelo de Jizo que lê pornografia e usa um brinco. É chamado de Pierced Jizō (ピアス地蔵, Piasu Jizō)".
Sr. Parachutista (天下り様, Amakudari-sama)
Um homem de meia idade que chegou a turma pelo Ministro da Educação, Cultura, Esportes, Ciência e Tecnologia do Japão que lança uma discussão sobre a queda de um setor de vida apra outro.
Chie Arai (新井 智惠, Arai Chie)
Conselheira estudantil admirada pelos grandes seios. Os demais homens sentem-se realizados quando ela os ofende, por ser muito bonita. Dá mais conselhos ao problemático Nozomu do que aos alunos.
Rin Itoshiki (糸色 倫, Itoshiki Rin)
Irmã mais nova de Nozomu. Mestre de Ikebana. Seu nome escrito em horizontal assemelha a escreita de zetsurin (絶倫, "inigualável"). Porém, fica furiosa quando chamada de Zetsurin.
Mikoto Itoshiki (糸色 命, Itoshiki Mikoto)
Irmão de Nozomu, com quem se parece muito. É doutor numa clínica privada que leva o nome da família. Na horizontal, seu nome se assemelha com zetsumei (絶命, "morte") e por isso, sua clínica nunca tem pacientes.
Majiru Itoshiki (糸色 交, Itoshiki Majiru)
Sobrinho de Nozomu e filho do primogênito. Foi mandado para morar com o tio, quando seus pais o abandonaram. Um garoto um tanto arrogante para a própria idade. Sente uma queda por Kiri Komori, mas tenta esconder seus sentimentos.

## Músicas
Aberturas
- "Hito toshite Jiku ga Bureteiru" de Kenji Ohtsuki feat. Ai Nonaka, Marina Inoue, Yu Kobayashi, Miyuki Sawashiro & Ryoko Shintani - 1ª temporada
- "Goin ni Mai Yeah~" de Ai Nonaka, Marina Inoue, Yu Kobayashi & Ryoko Shintani - 1ª temporada
- "Kūsō Rumba" by Kenji Ohtsuki and Zetsubou Shoujotachi - 2ª temporada
- "Lyricure Go Go!" by Ai Nonaka, Marina Inoue and Ryōko Shintani - 2ª temporada
- "Ringo Mogire Beam!" by Kenji Ootsuki and Zetsubou Shoujotachi - 3ª temporada

Encerramentos
- "Zessei Bijin" by Ai Nonaka, Marina Inoue, Yu Kobayashi & Ryoko Shintani - 1ª tmeporada
- "Koiji Romanesque" by Zetsubō Shōjo-tachi - 2ª temporada
- "Marionette" by ROLLY and Zetsubō Shōjo-tachi - 2ª temporada
- "Omamori" by Ai Nonaka, Marina Inoue, Yu Kobayashi and Ryoko Shintani - 2ª temporada
- "Zetsubou Restaurant (絶望レストラン)" by Zetsubou Shoujotachi - 3ª tmeporada
- "Kurayami Shinchuu Soushisouai (暗闇心中相思相愛)" by Hiroshi Kamiya - 3ª temporada